# 魔獸兵團
《魔兽兵团》（英文：Warcraft Rumble）是由暴雪娱乐开发并发行的一款移动端策略塔防游戏，于2023年11月3日正式上线，支持iOS和Android平台。

## 游戏背景
《魔兽兵团》的故事设定在《魔兽》宇宙的艾泽拉斯大陆，玩家扮演一名指挥官，组建由《魔兽》系列中经典角色、单位和英雄组成的“兵团”，在多样化的战场上与敌人展开激烈对抗。游戏剧情围绕艾泽拉斯的各大种族和势力展开，玩家可体验到联盟、部落、黑石氏族、亡灵天灾等阵营的风格和故事线。